# Paola Ruffo di Calàbria
Paola Ruffo di Calàbria (Forte dei Marmi, 11 de setembre de 1937) és una aristòcrata italiana, Princesa Ruffo di Calàbria, títol pertanyent a l'alta aristocràcia de l'antic reialme de les Dues Sicílies. Esdevingué reina dels belgues l'any 1993.
Nascuda l'11 de setembre de 1937 a Forte dei Marmi sent filla del príncep Fulco Ruffo di Calàbria, sisè duc de Guardi Lombarda, i de la comtessa Lluisa Gazelli di Rossana e di Sebastiano. Pertanyent a una de la grans família de l'aristocràcia del sud d'Itàlia, la seva família tenia ancestres tant a Bèlgica com a Itàlia.
Considerada una de les grans belleses de l'Europa dels anys 50 i 60, es casà a Brussel·les l'any 1959 amb el príncep i després rei Albert II de Bèlgica, fill del rei Leopold III de Bèlgica i de la princesa Àstrid de Suècia. La parella ha tingut tres fills:
- SM el rei dels belgues Felip de Bèlgica, nat el 1960 a Brussel·les. Es casà el 1999 amb l'aristòcrata belga Matilde d'Udekem d'Acoz.
- SAR la princesa Àstrid de Bèlgica, nada el 1962 a Brussel·les. Es casà amb el 1988 a Brussel·les amb l'arxiduc Llorenç d'Àustria-Este, duc de Mòdena.
- SAR el príncep Llorenç de Bèlgica, nat el 1963 a Brussel·les. Es casà el 2003 amb Claire Coombs.

Al llarg del seu matrimoni amb Albert de Bèlgica han estat múltiples les ocasions en què s'ha rumorejat un possible divorci de la parella. Les infidelitats del marit, ha tingut una filla d'una relació extramatrimonial, i el cansament de Paola d'una vida "avorrida" a la cort de Brussel·les eren el rerefons de les disputes maritals. Malgrat tot, la intervenció de vegades del mateix rei Balduí I de Bèlgica o del Sant Pare evitaren el fracàs matrimonial de la parella.
La reina parla l'italià, el francès, l'anglès i l'alemany. Malgrat tot, té serioses dificultats per expressar-se en neerlandès, la llengua del 60% de la població belga, la qual cosa li ha valgut importants crítiques de part de la població flamenca de Bèlgica.